# Brochia bulata
Brochia bulata är en kräftdjursart som beskrevs av Newman och Ross 1971. Brochia bulata ingår i släktet Brochia och familjen Scalpellidae. Inga underarter finns listade i Catalogue of Life.